# Дублін (Каліфорнія)
Дублін (англ. Dublin, попередня назва Амадор) — місто (англ. city) в США, в окрузі Аламіда штату Каліфорнія. Розташоване на сході Території затоки Сан-Франциско вздовж північної сторони шосе Interstate 580, на перетині з Interstate 680, приблизно за 16 км на схід від Хейворда, 9.7 км на захід від Лівермора, та за 40 км на північ від Сан-Хосе. 
Місто було назване на честь міста Дублін в Ірландії. Найближчим великим містом є Окленд, приблизно за 40 км на північний захід. Дублін є другим містом у штаті Каліфорнія за темпами зростання, поступаючись лише Санта-Кларіті. Відповідно до даних перепису 2010 року, населення становило 46 036 осіб. Ця цифра зросла до 49 890 у 2013 році. До 2030 року, за оцінками, населення зросте до 75 900 осіб. У Дубліні розміщена штаб-квартира Sybase Inc. Крім того, у Дубліні міститься одна з лише трьох федеральних в'язниць для жінок у Сполучених Штатах.

## Географія
Дублін розташований за координатами 37°42′51″ пн. ш. 121°54′5″ зх. д. / 37.71417° пн. ш. 121.90139° зх. д. (37.714291, -121.901317).  За даними Бюро перепису населення США в 2010 році місто мало площу 38,62 км², з яких 38,61 км² — суходіл та 0,01 км² — водойми.

## Демографія
Згідно з переписом 2010 року, у місті мешкало 46 036 осіб у 14 913 домогосподарствах у складі 10 613 родин. Густота населення становила 1192 особи/км². Було 15782 помешкання (409/км²). 
У 2013 році населення зросло до 49 890 осіб. Коли буде завершено будівництво житлового масиву у Східному Дубліні, місто зможе вмістити понад 75 000 громадян.
Расовий склад населення:
| - 51,3 % — білих - 26,8 % — азіатів - 9,4 % — чорних або афроамериканців - 0,6 % — вихідців з тихоокеанських островів - 0,5 % — корінних американців - 5,3 % — осіб інших рас |

До двох чи більше рас належало 6,0 %. Іспаномовними або латиноамериканцями будь-якої раси були 6 663 осіб (14.5 %).
За даними перепису налічувалося 14 913 домашніх господарств, з яких 5 897 (39.5 %) мали дітей віком до 18 років, що проживають в них, 8 615 (57.8 %) були різностатевими подружніми парами, що живуть разом, 1 383 (9.3 %) були матерями-одиночками без чоловіків, 615 (4.1 %) були чоловіками без присутньої дружини. Також налічувалося 775 (5.2 %) різностатевих неодружених пар, що проживали разом, та 142 (1.0 %) одностатевих подружніх пар або партнерств. 3201 домогосподарств (21.5 %) були заселені самотніми людьми, і 578 (3.9 %) з них були самотні люди у віці 65 років та старше. Середній розмір домогосподарства 2.70. Налічувалося 10 613 родини (71.2 % всіх домогосподарств), а середній розмір родини 3.19.
За віковим діапазоном населення розподілялося таким чином: 22,4 % — особи молодші 18 років, 70,3 % — особи у віці 18—64 років, 7,3 % — особи у віці 65 років та старші. Медіана віку мешканця становила 35,3 року. На 100 осіб жіночої статі у місті припадало 108,8 чоловіків;  на 100 жінок у віці від 18 років та старших — 109,4 чоловіків також старших 18 років.
Середній дохід на одне домашнє господарство  становив 139 584 долари США (медіана — 118 773), а середній дохід на одну сім'ю — 155 439 доларів (медіана — 133 080). Медіана доходів становила 100 271 долар для чоловіків та 70 795 доларів для жінок. За межею бідності перебувало 4,0 % осіб, у тому числі 4,0 % дітей у віці до 18 років та 6,3 % осіб у віці 65 років та старших.
Цивільне працевлаштоване населення становило 25 966 осіб. Основні галузі зайнятості: науковці, спеціалісти, менеджери — 21,8 %, освіта, охорона здоров'я та соціальна допомога — 16,3 %, виробництво — 11,8 %, роздрібна торгівля — 9,1 %.